# Kirchenkreis Südbaden
Der Kirchenkreis Südbaden (auch Prälatur Südbaden und Sprengel Südbaden) ist neben dem Kirchenkreis Nordbaden eine der beiden Prälaturen der Evangelischen Landeskirche in Baden. Er umfasst als kirchliche Organisationseinheit den südlichen Teil der Landeskirche. Sein Sitz ist Freiburg im Breisgau. Bei der geistlichen Leitung der evangelischen Landeskirche wird der Landesbischof vom südbadischen Prälaten unterstützt. Im Gegensatz zum Kirchenbezirk, welcher eine Körperschaft des öffentlichen Rechts ist, hat die Prälatur keine Rechtspersönlichkeit. Es handelt sich lediglich um einen kirchlichen Verwaltungsbezirk. Die Leitung der Prälatur obliegt dem Prälaten (der Prälatin), der auch als Regionalbischof (Regionalbischöfin) bezeichnet wird.

## Gliederung
Der Kirchenkreis Südbaden gliedert sich in insgesamt zehn Kirchenbezirke, die deckungsgleich mit den Dekanaten sind. Die Kirchenbezirke können als Körperschaften des öffentlichen Rechts als solche Träger von Einrichtungen sein und selbst Mitarbeiter anstellen. Folgende Kirchenbezirke umfasst der Kirchenkreis Südbaden:
| Kirchenbezirk            | Sitz                   | Entstehung und Sonstiges |
| ------------------------ | ---------------------- | --- |
| Baden-Baden und Rastatt  | Baden-Baden            | |
| Breisgau-Hochschwarzwald | Bad Krozingen          | Entstanden durch Vereinigung des Kirchenbezirks Müllheim mit Teilen des Kirchenbezirks Freiburg                                                 |
| Emmendingen              | Emmendingen            | |
| Freiburg                 | Freiburg               | |
| Hochrhein                | Waldshut-Tiengen       | |
| Konstanz                 | Konstanz               | |
| Markgräflerland          | Lörrach                | Entstanden 2009 durch Vereinigung der Kirchenbezirke Lörrach und Schopfheim                                                                     |
| Ortenau                  | z. Z. wechselnd        | Sitz zur Zeit wechselnd in Offenburg, Kehl und Lahr; entstanden am 1. Januar 2014 durch Vereinigung der Kirchenbezirke Kehl, Lahr und Offenburg |
| Überlingen-Stockach      | Überlingen             | |
| Villingen                | Villingen-Schwenningen | |

## Geschichte
Schon im November 1945 war beschlossen worden, das Gebiet der Landeskirche in drei Kirchenkreise zu unterteilen, in denen hauptamtliche Kreisdekane für den Austausch der Pfarrer, Kirchengemeinden und Kirchenbezirke Sorge tragen sollten. Wegen Personalmangel wurden aber zunächst nur Kreisdekane für Nord- und Südbaden eingesetzt.
Von 1969 bis 2003 gab es einen dritten Kirchenkreis Mittelbaden mit Sitz in Ettlingen. Dieser wurde im Zeichen von Sparmaßnahmen aufgelöst und auf die beiden anderen Kirchenkreise Nordbaden (mit Sitz in Mannheim, seit 2010 in Schwetzingen) und Südbaden aufgeteilt.

## Prälaten
Liste der Prälaten des Kirchenkreises Südbaden
| Amtszeit  | Prälat/in         |
| --------- | ----------------- |
| 1946–1954 | Otto Hof          |
| 1954–1977 | Hans Bornhäuser   |
| 1987–1998 | Gerd Schmoll      |
| 1998–2003 | Brigitte Arnold   |
| 2003–2005 | Helmut Barié      |
| 2006–2011 | Hans Pfisterer    |
| 2011–2023 | Dagmar Zobel      |
| Seit 2023 | Marc Witzenbacher |